# Tonko Vuko
Tonko Vuko (Spalato, 7 luglio 1994) è un cestista croato.

## Carriera
Il 25 giugno 2020 viene ufficializzato il suo approdo al Zalakerámia-ZTE.
Il 31 agosto 2021 si accasa tra le file del Spalato. Il 19 luglio 2022 prolunga il suo contratto con la squadra spalatina fino al 2024.